# Grand Prix de Pau 1947
Grand Prix de Pau 1947 je bila šesta dirka za Veliko nagrado v Sezoni Velikih nagrad 1947. Odvijala se je 7. aprila 1947 v mestu Pau. 

## Rezultati

### Dirka
| Poz | Št | Dirkač                               | Moštvo                         | Dirkalnik          | Krogi | Čas/Odstop | Št.m. |
| --- | -- | ------------------------------------ | ------------------------------ | ------------------ | ----- | ---------- | ----- |
| 1   | 22 | Nello Pagani                         | Scuderia Automovilistica Milan | Maserati 4CL       | 110   | 3:38:31.0  | 8     |
| 2   | 12 | Pierre Levegh                        | Ecurie Gersac                  | Delage D6.70       | 108   | +2 kroga   | 4     |
| 3   | 26 | Henri Louveau                        | Scuderia Automovilistica Milan | Maserati 4CL       | 108   | +2 kroga   | 5     |
| 4   | 14 | Jean Achard                          | Ecurie Gersac                  | Delage D6.70       | 107   | +3 krogi   | 11    |
| 5   | 10 | Philippe Etançelin Georges Grignard  | Ecurie Gersac                  | Delage D6.70       | 107   | +3 krogi   | 7     |
| 6   | 6  | Yves Giraud-Cabantous Eugène Chaboud | Ecurie Gersac                  | Delage D6.70       | 104   | +6 krogov  | 10    |
| 7   | 18 | Kenneth Evans Ian Connell            | Privatnika                     | Maserati 6CM       | 96    | +14 krogov | 12    |
| Ods | 8  | Raymond Sommer                       | Privatnik                      | Maserati 4CL       | 78    | Trčenje    | 1     |
| Ods | 30 | Jean-Pierre Wimille Amédée Gordini   | Equipe Gordini                 | Simca-Gordini T15  | 64    | Sklopka    | 6     |
| Ods | 24 | Charles Pozzi Roger Loyer            | Ecurie France                  | Delahaye 135CS     | 47    | Pnevmatika | 14    |
| Ods | 16 | Princ Bira                           | Privatnik                      | ERA B              | 37    | Motor      | 3     |
| Ods | 4  | Henri Trillaud                       | Ecurie France                  | Delahaye 135CS     | 27    | Menjalnik  | 9     |
| Ods | 2  | Eugène Chaboud                       | Ecurie France                  | Talbot-Lago T26 MC | 5     | Motor      | 2     |
| Ods | 20 | Arialdo Ruggieri                     | Privatnik                      | Maserati 4CL       | 0     | Trčenje    | 13    |
| DNQ | 28 | Louis Chiron                         | Privatnik                      | Talbot-Lago T150SS |       |            |       |